# Výnos o zřízení Protektorátu Čechy a Morava

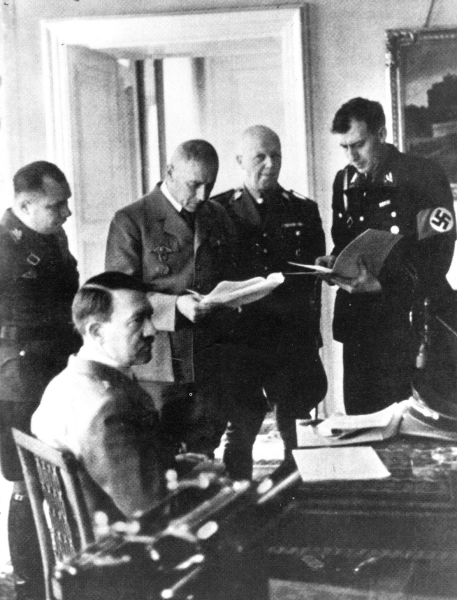
Adolf Hitler krátce před podpisem výnosu o zřízení Protektorátu

Výnos o zřízení Protektorátu Čechy a Morava vydal 16. března 1939 Adolf Hitler v Praze. Výnos byl zveřejněn ve Sbírce zákonů pod č. 75/1939 Sb. Tímto výnosem byl vytvořen na okupovaném území Československa Protektorát Čechy a Morava.
Výnos byl 17. března 1939 uveřejněn na prvních stranách všech českých novin. Při formulaci výnosu byla podle názoru Emila Soboty za vzor údajně použita protektorátní smlouva mezi Francií a tuniským bejem z roku 1881.